# Bagamoyo
Bagamoyo is een stad in Tanzania, gesticht tegen het einde van de 18e eeuw. Het is de voormalige hoofdstad van Duits-Oost-Afrika, en was destijds een van de belangrijkste handelshavens langs de Oost-Afrikaanse kust. Vandaag de dag telt de stad ongeveer 30.000 inwoners, en is de hoofdstad van het district Bagamoyo. De historische stad was kandidaat voor om opgenomen te worden als werelderfgoed.

## Locatie
Bagamoyo bevindt zich aan de kust van de Indische Oceaan, 75 kilometer ten noorden van Dar-es-Salaam. De stad ligt dicht bij het eiland Zanzibar.

## Geschiedenis

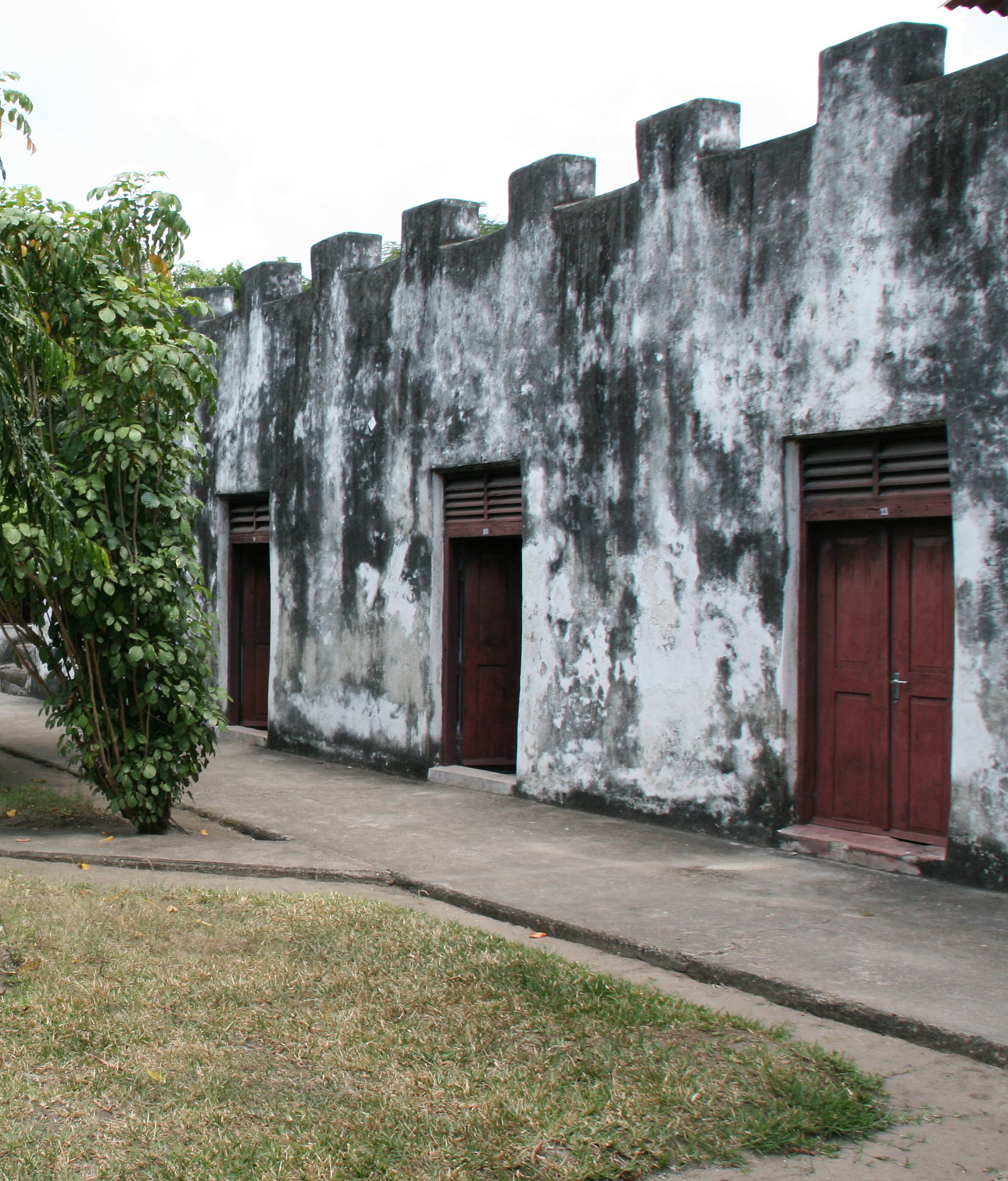
19e-eeuws Duits garnizoen in Bagamoyo

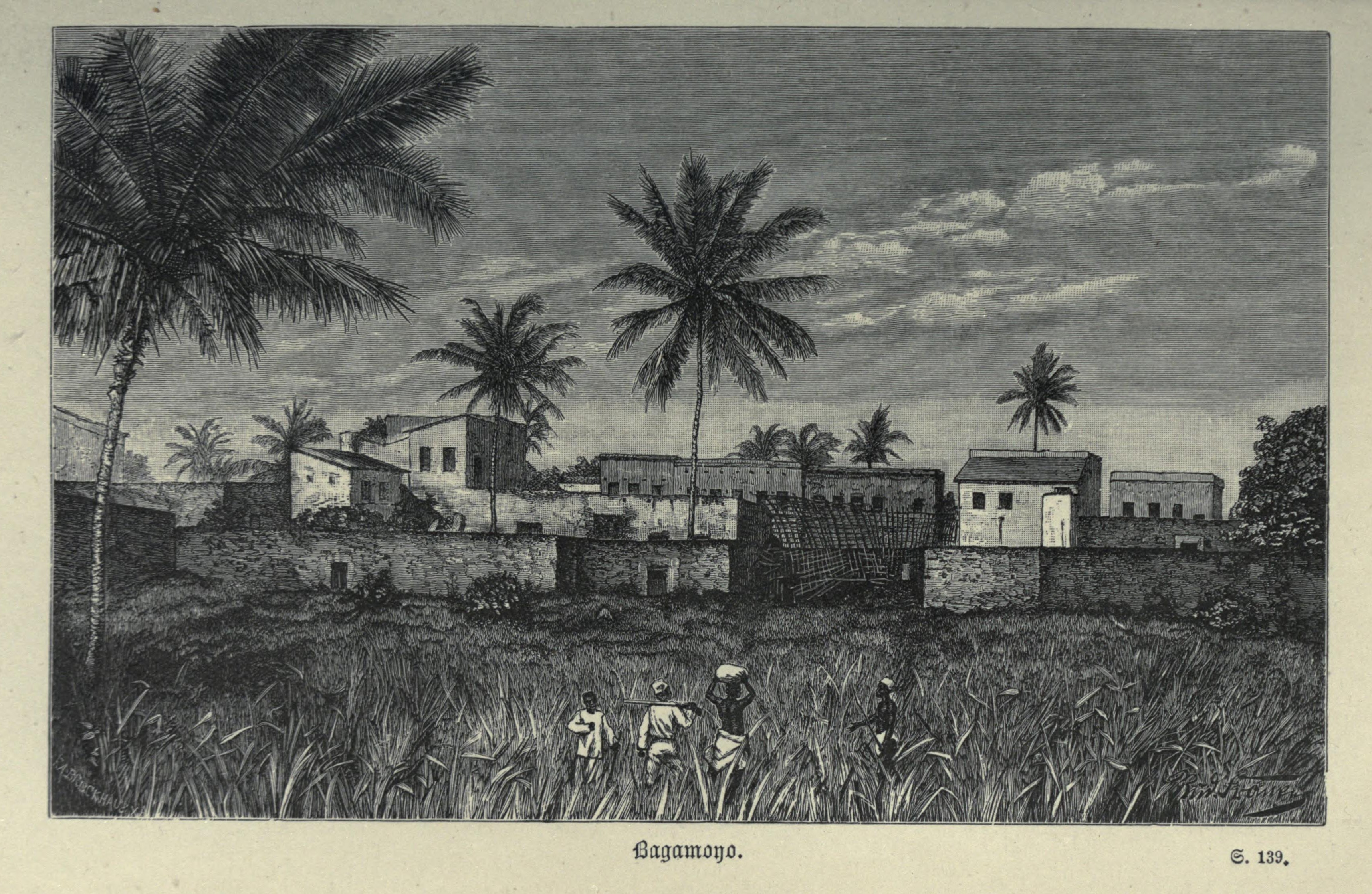
Schets van Bagamoyo, circa 1891.

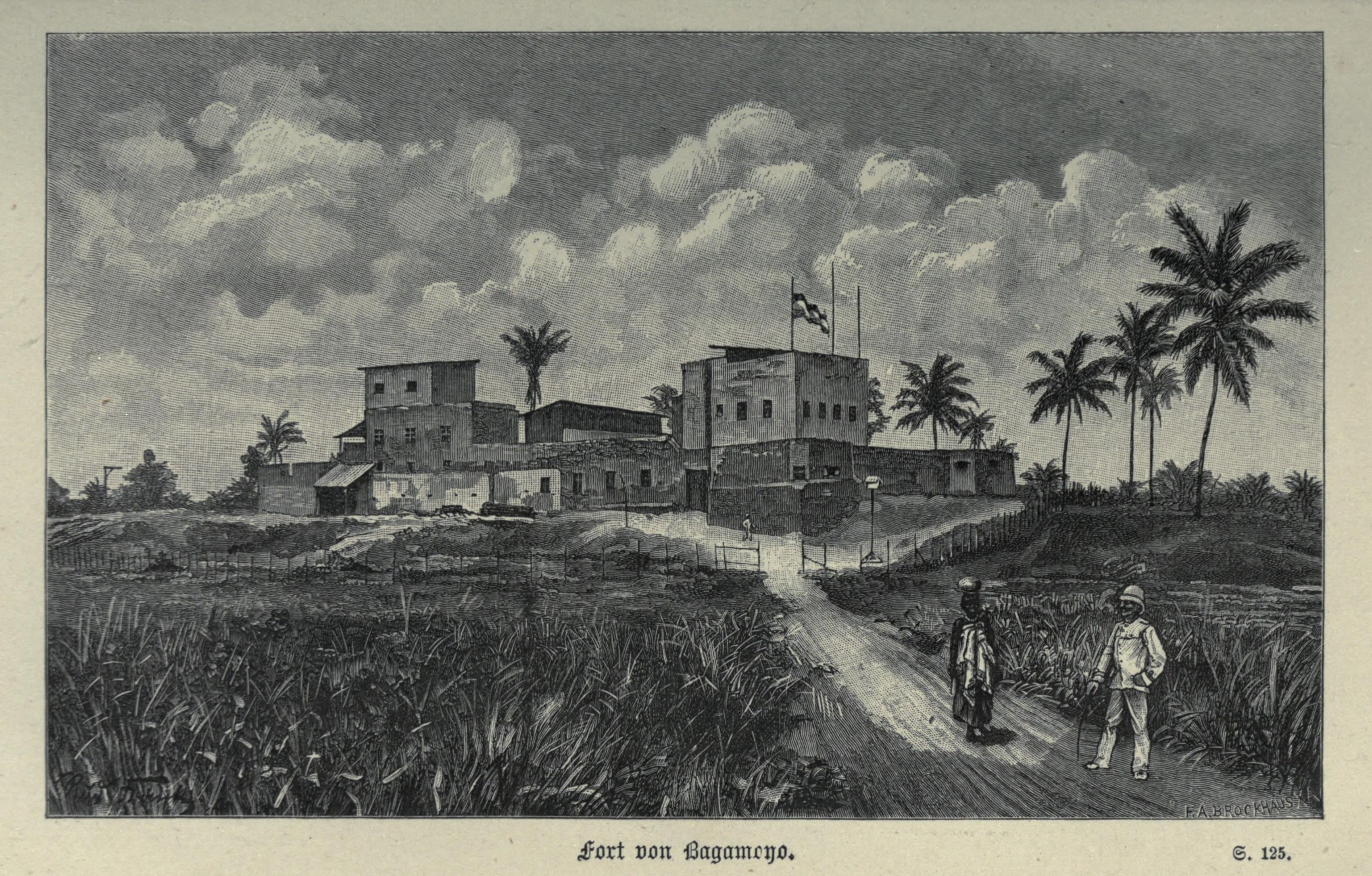
Schets van Bagamoyo, circa 1891.

De geschiedenis van Bagamoyo is vooral beïnvloed door Indische en Arabische handelaren, de Duitse koloniale overheid, en christelijke missionarissen.

### Vroege geschiedenis
5 kilometer ten zuiden van Bagamoyo bevinden zich de Kaoleruïnes met daarin onder andere de restanten van twee moskeeën en een aantal tombes, die dateren uit de 13e eeuw. 
Tot aan het midden van de 18e eeuw was Bagamoyo een klein handelscentrum, waarvan het merendeel van de bevolking bestond uit vissers en boeren. De voornaamste handelsgoederen waren vis, zout en gom. Eind 18e eeuw vestigden zich moslimfamilies in Bagamoyo. Zij verdienden geld door belasting te heffen bij de lokale bevolking, en door handel in zout.

### 19e eeuw
In de eerste helft van de 19e eeuw werd Bagamoyo een handelspost voor ivoor en de Arabische slavenhandel. In deze tijd kreeg de stad ook zijn naam, welke was afgeleid van het Swahili  "Bwaga-Moyo", wat "leg hier je hart" betekent. Het is niet duidelijk of deze naam slaat op de slaven die via Bagamoyo werden verhandeld (en dus geïnterpreteerd moet worden als “geef alle hoop op”), of op de handelaren die de stad vaak aandeden om even te rusten. Er is maar weinig bewijs dat Bagamoyo een grote handelsplaats was voor slaven, dus is de tweede interpretatie het meest voor de hand liggend.
In 1868 wezen de lokale autoriteiten in Bagamoyo, genaamd de majumbe, de katholieke missionarissen-spiritijnen het land ten noorden van Bagamoyo toe voor een zending. Dit was de eerste zending in Oost-Afrika. Aanvankelijk was de zending bedoeld om een tehuis op te richten voor kinderen die waren gered uit slavernij, maar al snel werd het uitgebreid naar een kerk, een school, en werkplaatsen voor landbouw projecten.

### Ontdekkingsreizigers
Bagamoyo werd in de 19e eeuw ook een uitvalsbasis voor Europese ontdekkingsreizigers. Vanuit Bagamoyo werden onder andere een paar expedities gestart om de bron van de Nijl te vinden, en om de Afrikaanse binnenmeren te verkennen. Enkele onderzoekers die Bagamoyo bezochten waren Richard Francis Burton, John Hanning Speke, Henry Morton Stanley en James Augustus Grant. Vaak wordt gedacht dat ook David Livingstone Bagamoyo heeft bezocht, maar dat is nooit gebeurd. Zijn lichaam werd na zijn dood naar Bagamoyo gebracht om van daar te worden verscheept naar Zanzibar.

### Duits-Oost-Afrika
Bagamoyo was van 1886 tot 1891 het Duitse hoofdkwartier voor Duits-Oost-Afrika. In 1891 werd Dar es Salaam de nieuwe hoofdstad van de kolonie. Tijdens de Eerste Wereldoorlog bombardeerde de Britse marine Bagamoyo, waarna het Duitse leger werd verslagen. Toen in 1905 het Keizerrijk Duitsland besloot om een spoorweg aan te laten leggen van Dar es Salaam naar het binnenland, werd Bagamoyo minder belangrijk voor de kolonie.

### Heden
Vandaag de dag is Bagamoyo een centrum voor de constructie van dhow zeilschepen. Het Supreme Council of Antiquities in Tanzania onderhoudt de ruïnes van het koloniale tijdperk van de stad.
In Bagamoyo bevindt zich het Bagamoyo Kunstcollege (“Chuo cha Sanaa”), een internationaal bekend college in Tanzania.

## Noemenswaardige inwoners
- Hukwe Zawose, muzikant